# Chuyến bay 914 của Pan Am

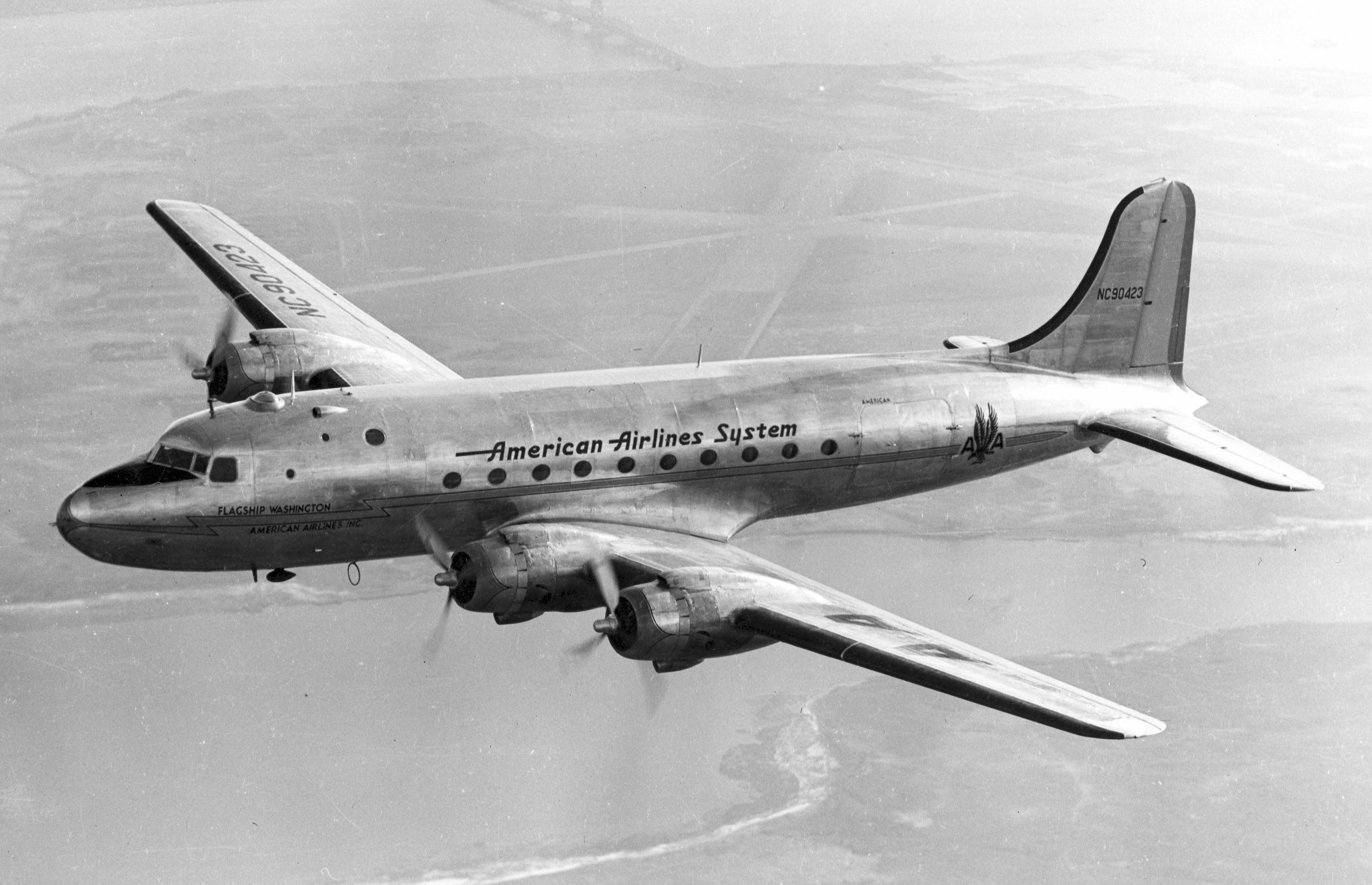
Một chiếc máy bay Douglas DC-4, tương tự với chiếc được sử dụng trong câu chuyện lừa bịp

Chuyến bay 914 của Pan Am là một câu chuyện về một chiếc máy bay Douglas DC-4 mất tích sau khi cất cánh vào năm 1955 để rồi hạ cánh vào ba thập kỷ sau đó.
Câu chuyện kể lại rằng một chiếc Douglas DC-4 của hãng hàng không Pan Am chở theo 57 hành khách và phi hành đoàn đã biến mất không một dấu vết trên hành trình bay từ
Thành phố New York đến Miami vào ngày 2 tháng 7 năm 1955. Sau 30 năm (một số nguồn ghi là 37), máy bay được nhìn thấy trở lại gần Caracas và sau khi hạ cánh xuống một sân bay gần đó, nó ngay lập tức cất cánh trở lại và cuối cùng hạ cánh tại điểm đến ban đầu của nó tại Miami. Trên các diễn đàn Internet, đã có rất nhiều suy đoán rằng đó có phải một chuyến du hành xuyên thời gian thông qua một lỗ sâu hay không.
Câu chuyện này được bắt nguồn từ 1một bài báo năm 1985 đăng trên tờ báo Weekly World News, một tờ báo lá cải nổi tiếng với những câu chuyên sai sự thật. Bài báo sau đó được tái bản hai lần vào năm 1993 và 1999. Bức ảnh chụp chiếc máy bay thực chất là chiếc DC-4 của hãng hàng không Trans World Airlines. Trong hai lần tái bản, tờ báo này đã sử dụng tới hai bức ảnh khác nhau để gán cho một người kiểm soát không lưu có tên Juan de la Corte (nhân chứng duy nhất nhìn thấy chiếc máy bay xuất hiện trở lại theo tờ báo). Không có bất kì một nguồn thông tin nào về sự cố này trên báo chí hoặc báo cáo tai nạn của Ủy ban hàng không dân dụng.
Không có một dấu hiệu nào trong danh sách sản xuất của DC-4 cho thấy có bất kì vụ mất tích nào xảy ra với 1,244 máy bay loại này được chế tạo, bao gồm cả hãng hàng không Pan Am.